# Cophixalus cheesmanae
Espèce
Statut de conservation UICN

 LC  : Préoccupation mineure
Cophixalus cheesmanae est une espèce d'amphibiens de la famille des Microhylidae.

## Répartition
Cette espèce est endémique de Nouvelle-Guinée.

## Étymologie
Cette espèce est nommée en l'honneur de Lucy Evelyn Cheesman (1881–1969).

## Publication originale
- Parker, 1934 : A Monograph of the Frogs of the Family Microhylidae, p. 1-208.